# Льяве, Пабло де ла
Пабло де ла Льяве (исп. Pablo de la Llave; 1773—1833) — мексиканский ботаник, орнитолог, священник и политический деятель.

## Биография
Пабло де ла Льяве родился 11 февраля 1773 года в городе Кордова в Мексике, являвшейся тогда колониальным владением Испании. После окончания колледжа Пабло преподавал теологию в Национальном автономной университете Мексики. Он в совершенстве знал иврит, переводил книги с этого языка на испанский. Некоторое время ла Льяве жил в Париже, затем работал директором Мадридского ботанического сада. С 1821 по 1822 ла Льяве представлял штат Веракрус в Генеральных кортесах, он был членом испанском либеральной партии. В 1823 году, после окончания мексиканской войны за независимость, вернулся в Мексику, где был назначен министром юстиции в правительстве Агустина де Итурбиде. В 1824 году был назначен министром иностранных дел в правительстве Гуадалупе Виктории.
В 1831 году был назначен директором Национального музея антропологии. В 1832—1833 издал несколько публикаций по орнитологии, где были впервые описаны такие виды, как квезаль и коричневохвостая амазилия. Пабло де ла Льяве умер в июле 1833 года в Кордове.
Многие роды растений, описанные ла Льяве, названы в честь героев мексиканской войны за независимость (1810—1821).

## Некоторые научные работы
- Llave, P. de la, Lexarza, J.M. de (1824—1825). Novorum vegetabilium descriptiones. 2 fasc.

## Роды растений, названные в честь П. де Ла Льяве
- Llavea Lag., 1816
- Llavea Liebm., 1854, nom. illeg. [syn.  Neopringlea S.Watson, 1891]